# Mouhcine Rhaili
Mouhcine Rhaili (* 14. August 1981 in Casablanca, Marokko) ist ein marokkanischer Straßenradrennfahrer.
Mouhcine Rhaili gewann 2005 bei der Tour du Sénégal eine Etappe und 2009 bei der Ägypten-Rundfahrt. 2010 wurde er Dritter der senegalesischen Meisterschaften im Einzelzeitfahren.

## Erfolge
2005
- eine Etappe Tour du Sénégal

2009
- eine Etappe Ägypten-Rundfahrt